# Амасис II
Ама́сис II (Ἄμασις, Аб-Мосе) (греческий вариант древнеегипетского имени Хнумибра Яхмос II) — фараон Древнего Египта, правивший приблизительно в 570 — 526 годах до н. э., из XXVI (Саисской) династии.
Амасис по материнской линии имел какое-то отношение к Априю. Вопреки этому, Геродот утверждает, что Амасис был простолюдином, возвысившимся до статуса командира ливийскими наёмниками благодаря своим способностям. В правление Нехо II и Псамметиха II Амасис сделал стремительную военную карьеру, и сам фараон Псамметих II, готовясь к вторжению в Нубию, в 590 до н. э. доверил ему командование крупной египетской армией, отправленной против Напатского царства.
Благодаря своим военным успехам Амасис был вознаграждён должностью камергера царского дворца и получил высокое судейское положение.

## Восхождение на престол
Предшественник Амасиса на египетском троне, фараон Априй (589—570 до н. э.) был известен своим филэллинством, в частности приносил греческим храмам крупные дары, обделяя вниманием собственно египетские. Несмотря на рост доходов от торговли и налогов, Априй не сумел обеспечить Египту успешную внешнюю политику, что привело к росту недовольства, особенно в среде военных кругов. Так, он не сумел оказать военную помощь своему союзнику, осаждённому вавилонянами Иерусалиму, а на южных границах Египта имела место попытка дезертирства со стороны значительного количества иностранных наёмников (сирийцев, ливийцев и нубийцев).
Однако последней каплей в чаше народного гнева стал эпизод, когда Априй вышел поприветствовать народ в греческих доспехах (причём незадолго до этого египетское войско было побеждено греческими наёмниками в Киренаике). В том, что в составе армии, посланной против Кирены, не было ни одного греческого наёмника, коренные египтяне усмотрели прямой умысел фараона, отправившего египетских солдат на верную смерть.
В армии началось восстание против Априя, которое привело к гражданской войне, продолжавшейся почти четыре года (570—567 гг. до н. э., с перерывом). Восстание приобрело угрожающие размеры, и для успокоения мятежников фараон отправил Амасиса, рассчитывая, что завоевавший популярность и в армии, и среди простого народа, и среди состоятельных горожан известнейший египетский военачальник быстро усмирит восставших. Однако Амасис воспользовался этими обстоятельствами вспыхнувшего восстания в свою пользу и, перейдя на сторону восставших солдат, был провозглашён ими фараоном. Разъярённый Априй, узнав об измене своего полководца, послал к тому гонца с приказаниями прекратить мятеж и явиться в Саис к царскому двору. Амасис, естественно, отказался и отправил гонца назад с насмешками и оскорблениями, предназначенными для Априя. Тот, в свою очередь, не нашёл ничего лучшего, как излить свой гнев на несчастного собственного гонца, высокое положение которого не помешало Априю отрезать ему нос и уши. Несправедливость и жестокость фараона к своему подданному подтолкнуло многих из его приближённых принять сторону Амасиса.
Геродот сообщает, что между армиями Априя и Амасиса состоялась значительная битва, победителем в которой вышел восставший военачальник. Греческим наёмникам Априя был нанесён заметный урон, и сам фараон был взят в плен. Хотя Априй потерпел поражение от восставших, но победивший Амасис не сверг его. Напротив, он обошёлся со своим неприятелем относительно мягко: провозгласил своим соправителем, позволив сохранить престол и царскую титулатуру. Амасис был формально уравнен с Априем и официально стал его соправителем (известно совместное изображение двух фараонов в качестве соправителей), на деле определяя внутреннюю и внешнюю политику Египта без участия Априя. Помимо полагающегося царственной особе картуша, Амасис сохранял нецарские титулы, соответствовавшие предоставленным ему ранее должностям.
Несмотря на поражение, Априй не собирался мириться с потерей единоличной власти и готовил выступление против соправителя. На 3-м году их совместного правления (ок. 568 г. до н. э.) Априй при поддержке греческих наёмников сделал попытку свергнуть Амасиса, но вновь потерпел поражение и бежал. Если верить Геродоту, он был изгнан, но, рассчитывая в первую очередь на поддержку греков, двинулся на Саис с севера в сопровождении флота.
Однако ближневосточные источники называют и другого, куда более мощного, соратника фараона. Ещё в результате поражения в Палестине Априй выдал свою дочь Нитокрис (Нейтикерт) за победителя, вавилонского царя Навуходоносора II, и таким образом стал родственником династии правителей Нововавилонского царства. Теперь вавилонский царь Навуходоносор II хотел воспользоваться моментом, когда в стране происходили междоусобицы, и вторгся в Египет. Подробности этого военного столкновения Египта с Вавилоном (568 — 567 гг. до н. э.) недостаточно известны. Известно лишь, что вавилонский царь прошёл через всю долину Нила вплоть до Фив, однако повернул обратно.
Амасис среагировал на выступление соправителя молниеносно и благодаря очередной быстрой победе рассеял наёмников Априя по Дельте. Амасису, по-видимому, казалось, что его соперник уже не представлял для него опасности, поскольку он не продолжал преследования Априя. Однако в последующие пять месяцев остатки войск последнего продолжали опустошать Нижний Египет и промышлять разбоем, что и заставило Амасиса отправить армию, дабы покончить с назойливым конкурентом. Лишённый всякой поддержки, Априй попытался бежать на одном из своих кораблей, но был настигнут и казнён своими же сторонниками. Примечательно, что Амасис распорядился похоронить своего неприятеля с царскими почестями среди фамильных захоронений в Саисе и установить щедрые посмертные приношения в честь покойного.
После гибели Априя Амасис стал единоличным правителем Египта (ок. 567 до н. э.). Некоторые учёные также утверждают, что Амасис, хотя и причислял себя к XXVI династии и фигурировал в её составе в царских списках, на самом деле являлся фиктивным царем. Он не принадлежал к царскому роду, и поэтому царская знать не могла ему этого простить. Про него распускали слухи, что он происходил из простой семьи и в молодости бедствовал и занимался воровством. Обвинялся он и в пьянстве, и в незнании благородных манер и приличий.

## Имя
| G5 |

| G5 |

| S29 | Y5 · N35 | U1 | Aa11 · X1 |

| S29 | Y5 · N35 | U1 | Aa11 · X1 |

| S29 | Y5 · N35 | Aa11 · X1 |

| S29 | Y5 · N35 | Aa11 · X1 |

| S29 | Y5 · N35 | C10 |

| S29 | Y5 · N35 | C10 |

| S29 | Y5 · N35 | W24 | Z1 | A1s · X1 | H6 |

| S29 | Y5 · N35 | W24 | Z1 | A1s · X1 | H6 |

| S29 | ? |

| S29 | ? |

| G16 |

| G16 |

| G39 | R24 | M44 | N17 · N17 |

| G39 | R24 | M44 | N17 · N17 |

| N35 · X1 | R24 | G39 | S29 | M44 | N17 · N17 |

| N35 · X1 | R24 | G39 | S29 | M44 | N17 · N17 |

| R24 | G39 | S29 | Q3 · D46 | M44 | M127 | M13 | \| \| |
|     |     |     |          |     |      |     |       |

|  |

| R24 | G39 | S29 | Q3 · D46 | M44 | M127 | M13 | \| \| |
|     |     |     |          |     |      |     |       |

|  |

| G39 | Z1 | N35 · X1 · H8 | R25 | S29 · D58 · D46 | M44 | N19 · Z2 |

| G39 | Z1 | N35 · X1 · H8 | R25 | S29 · D58 · D46 | M44 | N19 · Z2 |

| G39 | Z1 | R24 | X1 · X1 | S29 | D58 | D46 · N19 |

| G39 | Z1 | R24 | X1 · X1 | S29 | D58 | D46 · N19 |

| G8 |

| G8 |

| R8A | U21 |

| R8A | U21 |

| S29 | D46 · Q3 · U21 | R8A |

| S29 | D46 · Q3 · U21 | R8A |

| S29 | X1 · Q3 | U21 | R8A |

| S29 | X1 · Q3 | U21 | R8A |

| U21 · D3 · G5s · S12 |

| U21 · D3 · G5s · S12 |

| nswt&bity |

| nswt&bity |

| N5 | W9 | F34 |

| N5 | W9 | F34 |

| N5 | W9 | F34 |

| N5 | W9 | F34 |

| N5 | W9 | F34 |

| N5 | W9 | F34 |

| N5 | W9 | F34 |

| N5 | W9 | F34 |

| N5 | W9 | G17 | F34 |

| N5 | W9 | G17 | F34 |

| N5 | W9 | G17 | F34 |

| N5 | W9 | G17 | F34 |

| N5 | W9 | G17 | F34 |

| N5 | W9 | G17 | F34 |

| N5 | W9 | G17 | F34 |

| N5 | W9 | G17 | F34 |

| N5 | G17 | W9 |

| N5 | G17 | W9 |

| N5 | G17 | W9 |

| N5 | G17 | W9 |

| N5 | G17 | W9 |

| N5 | G17 | W9 |

| N5 | G17 | W9 |

| N5 | G17 | W9 |

| G39 | N5 |

| G39 | N5 |

| N62 | F31 | S29 |

| N62 | F31 | S29 |

| N62 | F31 | S29 |

| N62 | F31 | S29 |

| N62 | F31 | S29 |

| N62 | F31 | S29 |

| N62 | F31 | S29 |

| N62 | F31 | S29 |

| N11 | F31 |

| N11 | F31 |

| N11 | F31 |

| N11 | F31 |

| N11 | F31 |

| N11 | F31 |

| N11 | F31 |

| N11 | F31 |

| N62 | F31 | H8 · Z1 | R24 |

| N62 | F31 | H8 · Z1 | R24 |

| N62 | F31 | H8 · Z1 | R24 |

| N62 | F31 | H8 · Z1 | R24 |

| N62 | F31 | H8 · Z1 | R24 |

| N62 | F31 | H8 · Z1 | R24 |

| N62 | F31 | H8 · Z1 | R24 |

| N62 | F31 | H8 · Z1 | R24 |

| N11 | F31 | G39 | R24 |

| N11 | F31 | G39 | R24 |

| N11 | F31 | G39 | R24 |

| N11 | F31 | G39 | R24 |

| N11 | F31 | G39 | R24 |

| N11 | F31 | G39 | R24 |

| N11 | F31 | G39 | R24 |

| N11 | F31 | G39 | R24 |

| N12 | F31 | R24 | G39 |

| N12 | F31 | R24 | G39 |

| N12 | F31 | R24 | G39 |

| N12 | F31 | R24 | G39 |

| N12 | F31 | R24 | G39 |

| N12 | F31 | R24 | G39 |

| N12 | F31 | R24 | G39 |

| N12 | F31 | R24 | G39 |

| N62 | A17 | G39 | Z1 | R24 | X1 · H8 |

| N62 | A17 | G39 | Z1 | R24 | X1 · H8 |

| N62 | A17 | G39 | Z1 | R24 | X1 · H8 |

| N62 | A17 | G39 | Z1 | R24 | X1 · H8 |

| N62 | A17 | G39 | Z1 | R24 | X1 · H8 |

| N62 | A17 | G39 | Z1 | R24 | X1 · H8 |

| N62 | A17 | G39 | Z1 | R24 | X1 · H8 |

| N62 | A17 | G39 | Z1 | R24 | X1 · H8 |

| N11 · F31 · Q1 | D4 | G39 |

| N11 · F31 · Q1 | D4 | G39 |

| N11 · F31 · Q1 | D4 | G39 |

| N11 · F31 · Q1 | D4 | G39 |

| N11 · F31 · Q1 | D4 | G39 |

| N11 · F31 · Q1 | D4 | G39 |

| N11 · F31 · Q1 | D4 | G39 |

| N11 · F31 · Q1 | D4 | G39 |

## Внутренняя политика
Несмотря на то, что своим выдвижением Амасис был обязан египетскому войску, он не терял связи и с греками. На Канопском рукаве Нила в Северо-Западной Дельте грекам был отведён город Навкратис. Этот город пользовался всякого рода привилегиями. Кроме того, в нём была сосредоточена иноземная торговля.
Первые реформы Амасиса II (отмена привилегий для греческих солдат, ограничение пребывания греков Навкратисом) были призваны успокоить египетских эллинофобов и сократить напряжение между египтянами и греками, особенно в армии. В частности, такую цель преследовал и перевод ионийских и карийских наёмников из лагерей, которые были расположены в Дельте, включая военную колонию в Дафнах, в Мемфис, где они составили подобие личных гвардейцев царя.
Вместе с тем, Амасис понимал и то, насколько важно поддерживать дружеские отношения с Грецией и греческим миром в целом. Поэтому женой Амасиса стала гречанка Ладика, дочь киренского царя, а сами греки вновь заполонили египетские рынки и казармы. Благодаря таким мерам вражда между эмигрантами и коренным населением практически прекратилась. К тому же, даже отдельные ограничения были на руку греческим торговцам; к примеру, особый торговый статус Навкратиса привёл к большим доходам этого города и его превращению в один из важнейших коммерческих центров Средиземноморья. Благодаря этому греки считали Амасиса своим благодетелем.
По-прежнему господствующее положение в стране занимала знать. Из сказаний, которые были сложены впоследствии о царе Амасисе, последний предстает перед последующими поколениями простонародным весельчаком. Однако надо заметить в связи с этим, что в действительности он был царём знати, в первую очередь жреческой. Главная жена Амасиса и мать его наследника приходилась дочерью верховному жрецу Птаха.
Амасис весьма деятельно поддерживал жречество. Даже когда впоследствии зашла речь о восстановлении урезанных персами продовольственных, денежных и иных государственных взносов в храмы, доходы времен Амасиса принимались за желаемый образец. Но, несмотря на обильные храмовые постройки, перечисленные Геродотом и частью засвидетельствованные памятниками, симпатии фараона к грекам обусловили для Амасиса дурную славу у жрецов и египтян. К тому же он и по внешности не особенно считался с традициями и вёл образ жизни, мало подходящий для фараона. Про царя стали слагать различные сплетни, частью сообщаемые Геродотом, частью изложенные в Парижской демотической хронике: якобы он был раньше атаманом воров, потом, будучи царём, продолжал пьянствовать, предаваться грубым забавам и т. п. Но у Геродота есть и следы предания, благосклонного к Амасису, в котором говорится, что при нём Египет пользовался наибольшим благосостоянием, и что он был автором мудрого закона о контроле над средствами к существованию.
На время правления Амасиса II приходится пик экономического могущества Египта в Саисскую эпоху. Доходы от торговли, особенно со средиземноморским миром, обеспечили баснословный рост благосостояния, оставшийся в народной памяти и позже засвидетельствованный античными авторами (Геродот пишет, что «в стране в то время было 20 000 городов»).
Фараон занялся и дальнейшим усовершенствованием законов, часть которых, очевидно, была унаследована от саисских правителей из XXIV династии. Один из них, состоявший в пересмотре земельного кадастра для облегчения налогового гнета и требовавший ежегодной налоговой отчётности о доходах каждого жителя перед местным губернатором, после Египта был введён и в Афинах Солоном, который познакомился с ним во время своего посещения Египта. К сожалению, современной науке практически недоступны материальные свидетельства экономического и социального возрождения страны, поскольку они в силу доминирования Саиса должны быть сосредоточены в Дельте, где условия крайне неблагоприятны для сохранности памятников древности.

## Внешнеполитическая деятельность
Во внешней политике Амасис, во время своего длительного правления, проявил огромную энергию. Правда, от завоевательной политики на Азиатском материке он отказался, но морское могущество при нём усилилось. В греческом мире усилилось египетское влияние. Появление в Азии новой грозной силы, Персидской державы, вызвало беспокойство Амасиса. Против персидского царя Кира была создана коалиция, в которую, кроме Египта, вошли Лидия, Вавилон и Спарта.
Наиболее прочные и дружественные связи укрепились между фараоном и тираном острова Самос Поликратом, а также со Спартой и Киреной. Согласно Плутарху, Египет времён Амасиса принял у себя множество выдающихся греческих мыслителей, устремившихся постичь мудрость египетских жрецов. Так, Фалес Милетский совместно с фараоном посещал пирамиды и привёл Амасиса в восторг, вычислив высоту сооружения без инструментов, по отбрасываемой им тени (см. Об Амасисе и Фалесе). Фараон приносил щедрые дары не только египетским храмам в Саисе и Мемфисе, но и греческим святилищам. Так, в 548 году до н. э. Амасис сделал крупное пожертвование (размером в 1000 талантов) на восстановление сожжённого храма в Дельфах. Кроме того, он щедро одарил храмы Самоса, Кирены и Линдоса.
В то же время, помня об опыте своего предшественника, фараон не обходил вниманием и египетские храмы: с его именем связаны значительные по размерам и архитектурному мастерству пристройки к храмам в Саисе и Мемфисе, а также ещё один храм, воздвигнутый в северном оазисе в Ливийской пустыне. Развалины храма богини, основанного Амасисом, который в своей титулатуре даже именовал себя «сыном Нейт», сохранились даже в греческом торговом поселении Навкратис, где Нейт отождествлялась с Афиной. Близ первых порогов из целого куска камня была вытесана огромная монолитная часовня, воздвигнутая в Саисе и описанная Геродотом. Однако наёмная армия и флот требовали дорогостоящего содержания, и впоследствии Амасису пришлось секуляризировать доходы и имущество крупнейших храмов Египта. С этого момента начинается наступление власти на привилегированный жреческий класс, достигнувшее своего апогея в персидскую эпоху (и отразившееся в рассказах о бесчинствах Камбиса II, известных греческим авторам).
В числе остальных знаменитых внешнеполитических акций Амасиса — и установление мирных отношений с недавним неприятелем, Вавилоном. Хотя правление нового фараона и началось с вавилонского вторжения, но констатируемая пророками Иеремией и Иезекиилем неудача Навуходоносора II заставила его заново разделить сферы влияния. Сирия и Палестина, известные в месопотамских источниках как Заречье, оставались за вавилонянами, и Египет был вынужден отказаться от любых притязаний на контроль над этими территориями. В то же время египтяне благодаря существенному пополнению своего военного флота, чья мощь станет определяющей для обеспечения египетской гегемонии на Средиземном море до эпохи Птолемеев включительно, закрепили за собой остров Кипр, превращённый в египетского вассала и данника (платившую фараону даже большую дань, чем в период военного доминирования Египта при XVIII династии).
Именно при Амасисе над Египтом нависла угроза персидского вторжения, поэтому фараон направил свои усилия для укрепления трёхстороннего союза Египта с вавилонским царём Набонидом и традиционным союзником царём Лидии Крёзом, подкреплённого поддержкой греков, в частности, Спарты. Тем не менее, фараон так и не сумел оказать существенную помощь своим союзникам во время их оккупации персидским царем Киром II Великим. Сам Амасис, правивший 44 года, умер в конце 526 года до н. э., накануне персидского нашествия в Египет. А кровавая развязка наступила через шесть месяцев после его смерти при Псамметихе III, когда после битвы при Пелусии в 525 году до н. э. весь Египет был захвачен Камбисом II.
Греческие источники отмечают отличное чувство юмора этого фараона (о его остроумии в античном мире ходило множество анекдотов) и его склонность устраивать в свободное от общественной деятельности время пиры и попойки, на которые он приглашал своих многочисленных друзей. В частности, Геродот приписывает Амасису следующее высказывание: «Если бы человек хотел всё время быть серьёзным и не отводил бы времени на развлечения, он превратился бы, сам того не замечая, в злого духа или глупца…»
Секст Африкан цитируя Манефона указывает, что Амасис II (Амосис) правил в течение 44 лет, но Евсевий Кесарийский (из Синкелла и Армянская версия), ссылаясь на того же Манефона, говорит — Амасис царствовал 42 года.

## В культуре
- Является героем баллады Шиллера «Поликратов перстень» (1797 г.).

### Современные работы
- Браун Т. Греки в Египте // Кембриджская история Древнего мира. — Т. III, ч. 3: Расширение греческого мира. VIII—VI вв. до н. э. — М.: Ладомир, 2007 (также и во многих др. частях книги; см. «Указатель»). — ISBN 978-5-86218-467-9.
- Тураев Б. А. История Древнего Востока / Под редакцией Струве В. В. и Снегирёва И. Л. — 2-е стереот. изд. — Л.: Соцэкгиз, 1935. — Т. 2. — 15 250 экз.
- Древний Восток и античность. // Правители Мира. Хронологическо-генеалогические таблицы по всемирной истории в 4 тт. / Автор-составитель В. В. Эрлихман. — Т. 1.
- Von Beckerath J. Handbuch der ägyptischen Königsnamen (нем.). — München: Deutscher Kunstverlag, 1984. — 314 p. — (Münchner ägyptologische Studien). — ISBN 3422008322.